# Тиргу-Бужор
Тиргу-Бужор (рум. Târgu Bujor) — місто у повіті Галац в Румунії. Адміністративно місту підпорядковані такі села (дані про населення за 2002 рік):
- Моску (1356 осіб)
- Умбререшть (1129 осіб)

Місто розташоване на відстані 213 км на північний схід від Бухареста, 50 км на північ від Галаца, 144 км на південь від Ясс.

## Населення
За даними перепису населення 2002 року у місті проживали 7486 осіб.
Національний склад населення міста:
| Національність | Кількість осіб | Відсоток |
| -------------- | -------------- | -------- |
| румуни         | 7265           | 97,0%    |
| цигани         | 221            | 3,0%     |

Рідною мовою назвали:
| Мова      | Кількість осіб | Відсоток |
| --------- | -------------- | -------- |
| румунська | 7314           | 97,7%    |
| циганська | 172            | 2,3%     |

Склад населення міста за віросповіданням:
| Релігія            | Кількість осіб | Відсоток |
| ------------------ | -------------- | -------- |
| православні        | 7369           | 98,4%    |
| п'ятдесятники      | 62             | 0,8%     |
| адвентисти         | 32             | 0,4%     |
| баптисти           | 3              | < 0,1%   |
| бретрени           | 3              | < 0,1%   |
| римо-католики      | 1              | < 0,1%   |
| не вказали релігію | 1              | < 0,1%   |

## Зовнішні посилання
- Дані про місто Тиргу-Бужор на сайті Ghidul Primăriilor [Архівовано 8 жовтня 2012 у Wayback Machine.]